# Martha-organisatie

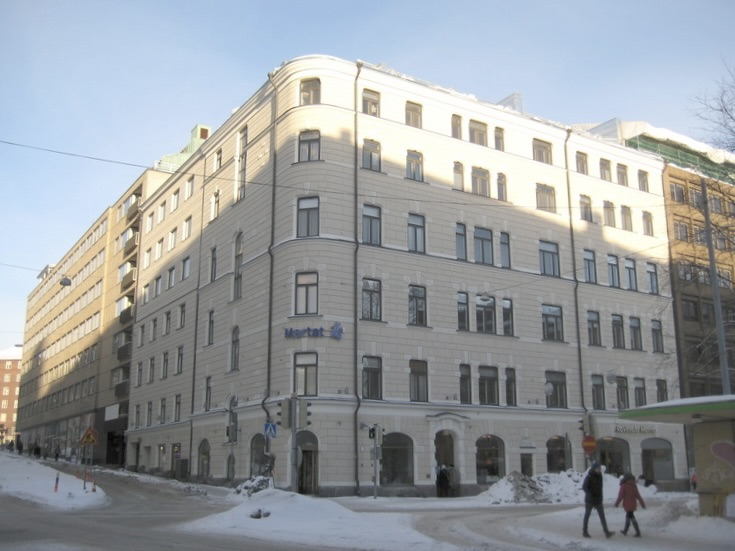
Het hoofdkantoor van de Martha-organisatie in Helsinki.

De Martha-organisatie (Fins: Marttaliitto, Zweeds: Martharörelsen) is een Finse tweetalige (Fins/Zweedse) ideële maatschappelijke organisatie die zich voornamelijk richt op de ontwikkeling van vrouwen.

## Geschiedenis
De organisatie is in 1899 opgericht door de pedagoog, schrijfster, feminist en politica Lucina Hagman. Een directe aanleiding voor de oprichting was de proclamatie van het Februari-manifest op 15 februari 1899, dat de Russische tsaar (Nicolaas II) de macht gaf om per decreet te regeren over het Finse grootvorstendom, teneinde meer invloed te krijgen op de Finse maatschappij. Hagman zag in dat de vrouw een sleutelrol zou kunnen vervullen bij de ontwikkeling van de Finse maatschappij, en het behoud van de eigen Finse identiteit. De organisatie werd opgericht onder de naam Sivistystä kodeille ("thuis-educatie"), maar die naam werd afgekeurd door de gouverneur-generaal van de tsaar in Finland, Nikolaj Bobrikov, die verantwoordelijk was voor het russificatie-programma van Finland. Daarop werd een wedstrijd uitgeschreven met als doel het verzinnen van een nieuwe naam. Het voorstel van mede-oprichtster Alli Nissinen voor de neutralere naam 'Martha' werd aangenomen, en die naam draagt de organisatie nog steeds. Statutair was de Martha-organisatie politiek neutraal, maar in de praktijk bemoeide zij zich wel degelijk met politieke onderwerpen. Zo streed ze voor vrouwenkiesrecht, en zodoende werd Finland in 1906 het eerste Europese land waar vrouwen mochten stemmen.
Regelmatig waren er conflicten tussen de Martha-organisatie en de Russische overheerser, waarbij nogal eens bijeenkomsten werden verboden of ontbonden. Desondanks wist de organisatie in 1907 staatssubsidie te krijgen.
In 1924 werd de organisatie vanwege de Finse taalstrijd opgesplitst in een Finstalige en een Zweedstalige tak.
De Martha-organisatie vervulde op het gebied van sociale kwesties een pioniersrol, en heeft veel maatschappelijke doelen bereikt. Daarnaast veranderde en vernieuwde de organisatie zich voortdurend. Naast het al genoemde vrouwenkiesrecht werden 'thuisscholen' opgericht; mannen werden gestimuleerd om ook een rol in het huishouden te gaan spelen, vrouwen gingen met name in de tijd van de Wereldoorlogen steeds meer werken in traditionele 'mannelijke beroepen'. In de jaren '50 en '60 legde de organisatie zich vooral toe op consumentenzaken; in de jaren '70 verschoof het accent in de richting van milieubescherming en kinderopvang; in de jaren '80 en '90 werd het accent gelegd op milieubewust consumeren. Ook wordt tegenwoordig in internationaal verband samengewerkt, onder andere in 'Nordens kvinnoförbund' (Noordelijk vrouwenverbond), in Associated Country Women of the World en in de 'International Federation for Home Economics' (IFHE). Ook zijn er sinds de jaren '80 samenwerkingsverbanden met vrouwen-ontwikkelings-organisaties in verschillende Afrikaanse landen.
De Martha-organisatie legde zich oorspronkelijk met name toe op de ontwikkeling van het platteland, maar tegenwoordig richt de organisatie zich ook op steden. Ook bestaan er momenteel Martha-gemeenschappen van universitaire studenten en van tienermeisjes.

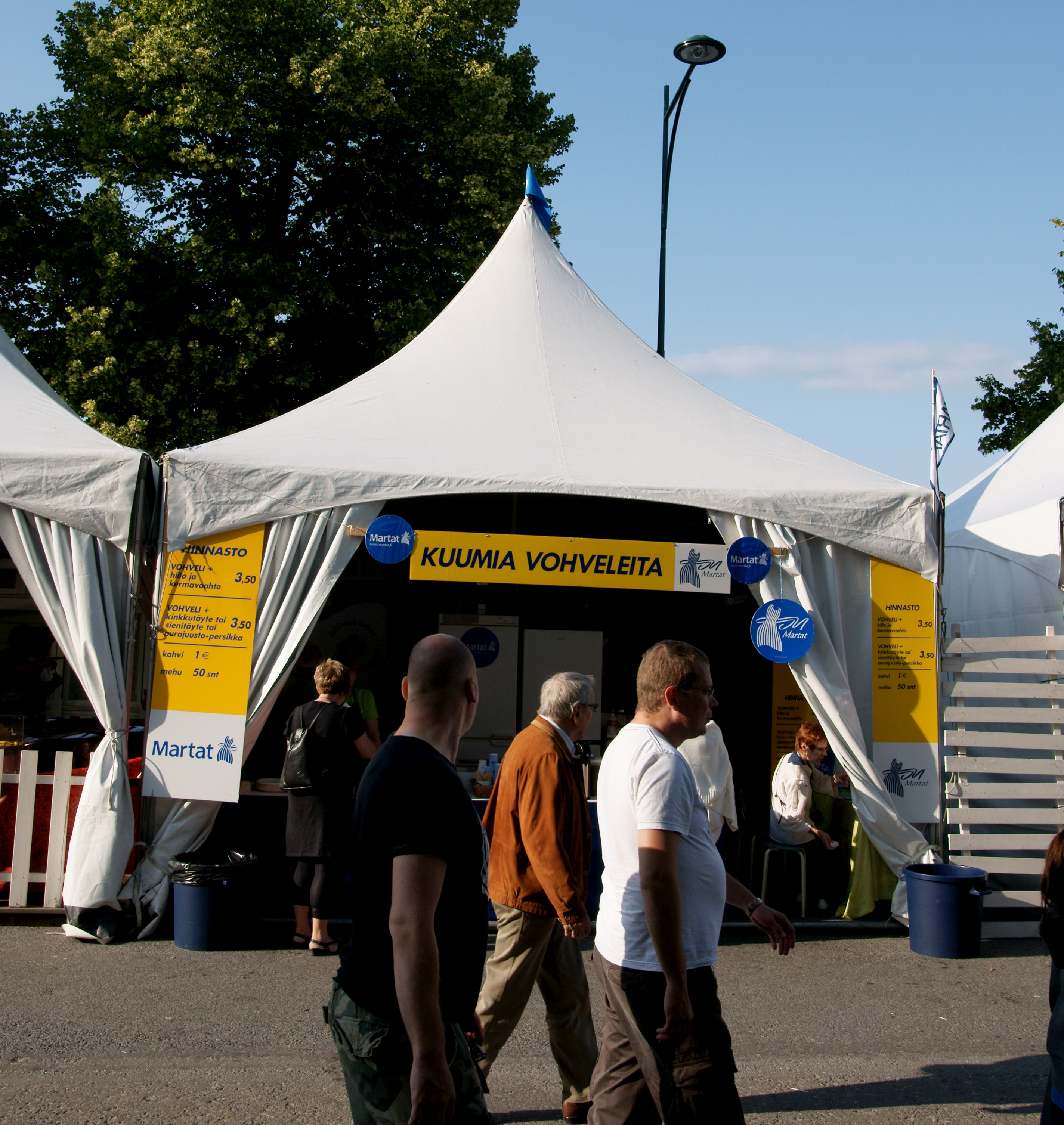
Een kraampje van de Martha-organisatie waar warme wafels worden verkocht.

## Doel en werkwijze
De Martha-organisatie stelt zichzelf tot doel om huisvrouwen voor te lichten. De activiteiten van de organisatie bestaan voornamelijk uit het geven van lezingen en cursussen op velerlei gebied, zoals lezen, schrijven, aardrijkskunde, opvoedkunde, koken, hygiëne, enzovoorts. De organisatie omschrijft haar activiteiten zelf als volgt: "De Martha-organisatie is een burgerorganisatie die advies geeft in huishoudeconomie, teneinde welvaart thuis te verbeteren, en die verscheidene activiteiten en mogelijkheden aanbiedt om de gemeenschap te beïnvloeden."
De organisatie kent een landelijk hoofdbestuur, waarin leden van beide taalgroepen zijn vertegenwoordigd. Daarnaast zijn er 13 districts-afdelingen en ongeveer 450 lokale gemeenschappen en clubs, waartoe de individuele leden behoren.
De Martha-organisatie had in 2017 in totaal (beide talen samen) ongeveer 46.000 leden: 'martta'. Aanvankelijk konden alleen vrouwen lid worden van de Martha-organisatie, maar tegenwoordig worden ook mannen ('martti') toegelaten. Er bestaan zelfs enkele Martha-afdelingen die alleen mannelijke leden hebben.
Het hoofdkantoor van de organisatie staat in Helsinki, waar de organisatie ook een hotel en een restaurant bezit.
De organisatie geeft tweemaandelijks een tijdschrift uit in beide talen. Aanvankelijk heette het Finstalige blad Emäntälehti (tijdschrift van de gastvrouw) en de Zweedstalige versie 'Husmodern'; tegenwoordig heet het Finstalige blad Martat. Het Zweedstalige tijdschrift heet 'Martha'. Oorspronkelijk waren de twee taalversies letterlijke vertalingen van elkaar, maar momenteel hebben ze een eigen redactie en zijn de bladen inhoudelijk verschillend.